# EDP Brasil
A EDP Brasil é uma holding brasileira do setor elétrico. Ela detém investimentos no setor de energia, ativos de geração, distribuição, transmissão e comercialização em 11 estados: São Paulo, Espírito Santo, Minas Gerais, Mato Grosso do Sul, Tocantins, Amapá, Pará, Maranhão, Ceará, Santa Catarina e Rio Grande do Sul. A capacidade instalada atual é de  2,9 GW e 24,7 TWh de energia distribuída.

## Distribuição de energia
Em distribuição, o grupo controla integralmente a EDP São Paulo, com atuação em 28 municípios, que compreendem o Alto Tietê (exceto Arujá e Santa Isabel) e parte do Vale do Paraíba e Litoral Norte; e a EDP Espírito Santo, que atende 70 dos 78 municípios capixabas, totalizando 3,4 milhões de clientes nos dois estados. 

## Geração de energia
Em geração de energia, o grupo participa dos seguintes empreendimentos:
- UHE Santo Antônio do Jari (AP/PA)
- UHE Peixe Angical (TO)
- UHE Luís Eduardo Magalhães (TO)
- UHE Mascarenhas (ES)
- UHE Cachoeira Caldeirão (AP/PA)
- UHE São Manoel (MT/PA)
- UTE Pecém I (CE)

## Histórico

### 1996
Chegada ao Brasil
- Início das operações do Grupo EDP no Brasil, com a aquisição de uma participação minoritária na Cerj (que se tornou Ampla, e hoje se chama Enel).

### 1997
Geração
- O Grupo EDP assume 25% da hidrelétrica Luís Eduardo Magalhães (Lajeado), no Tocantins, realizando assim seu primeiro investimento na área de geração no país.

### 1998
- Aquisição do controle da Bandeirante Energia, em conjunto com a CPFL, no âmbito do processo de desestatização do setor elétrico paulista.

### 1999
- Aquisição de participação direta e indireta na Iven, veículo controlador da Escelsa e da Enersul.

### 2000
- É criada a EDP Brasil S.A.

- Início da construção da termelétrica Fafen, no pólo petroquímico de Camaçari (BA), em parceria com a Petrobras

### 2001
- Aquisição, em leilão, da concessão para construir a usina de Peixe Angical (TO), com potência de 452 MW.
- Cisão da Bandeirante Energia, com a saída da CPFL do capital social da empresa, que passa a ser controlada unicamente pela Energias do Brasil.

### 2002
- Hidrelétrica Lajeado entra em operação plena, com potência de 902,5 MW.

### 2003
- Retomada das obras de Peixe Angical, que passa a ter Furnas como sócia (40%) na Enerpeixe, com financiamento do BNDES e de um pool de bancos.
- Como primeiro passo de sua reestruturação societária, a então EDP Brasil passa a deter o controle direto da Iven S.A. e, conseqüentemente, da Escelsa e da Enersul;

### 2004
- Começa o Programa Eficiência, projeto de sinergias nas distribuidoras.

- Segunda fase da reestruturação societária, que prepara a migração dos acionistas minoritários das distribuidoras.
- Venda da participação na Fafen para a Petrobras, como efeito da ausência de um ambiente regulatório adequado para as usinas termelétricas.

### 2005
- Lançamento da identidade visual baseada no sorriso, em consonância com o acionista controlador em Portugal, e mudança do nome da empresa para Energias do Brasil.
- Conclusão do processo de reestruturação societária.
- Desverticalização dos ativos, com a segregação dos negócios de geração e distribuição.
- Abertura do capital da companhia com oferta pública de ações no Novo Mercado da Bovespa e capitalização das dívidas em dólar da Escelsa, em uma operação de quase R$ 1,2 bilhão, a maior do gênero no ano.

### 2006
- Conclusão das obras do aproveitamento hidrelétrico Peixe Angical, no Estado de Tocantins. O primeiro conjunto gerador da usina entrou em operação no mês de junho. A terceira e última turbina começou a funcionar em setembro, totalizando 472 MW de capacidade instalada.
- Iniciada em outubro, a operação comercial da quarta máquina da hidrelétrica Mascarenhas, no Espírito Santo, adicionou 50 MW de capacidade instalada à usina.

### 2007
- Lançamento do projeto Letras de Luz.
- A Energias do Brasil adquire a usina termelétrica Pecém, no Ceará, em parceria com a MPX Mineração. Cada empresa detém 50% do empreendimento. A usina, que representa um investimento de US$ 1,3 bilhão, resultará num aumento de 35% na capacidade instalada do grupo, que no mesmo ano inaugura a PCH São João (29 MW) e lança a pedra fundamental da PCH Santa Fé (25 MW), ambas no Espírito Santo.

### 2008
- A EDP e a EDP Renováveis criam subsidiária e acordam 1º investimento eólico no país: a aquisição da CENAEEL [3]
- A EDP firma uma parceria estratégica com a Cemig para implantação de 500 MW em Minas Gerais e Espírito Santo.
- Em 2008 a EDP continua apoiando o Projeto Letras de Luz, em parceria com Fundação Victor Civita, que tem como missão estimular o hábito da leitura entre crianças e adolescentes nos municípios da área de atuação da companhia, por meio de oficinas, apresentações teatrais e doações a bibliotecas.
- A EDP e MPX firmam acordo para expansão da base do projeto da Usina Termelétrica Porto do Pecém, localizada no Estado do Ceará.
- A EDP fecha parceria com a Turma do Bem, organização não-governamental que, por meio do projeto Dentista do Bem, reúne cirurgiões-dentistas dispostos a oferecer atendimento gratuito a crianças carentes da rede pública de todo o Brasil.
- A EDP conclui troca de ativos com Grupo Rede adicionando 653 MW à sua capacidade instalada, ao assumir 73% do capital votante da Investco, empresa que opera a Usina Hidrelétrica Luiz Eduardo Magalhães (Lajeado), localizada no Rio Tocantins, e cede ao Grupo Rede a distribuidora Enersul.
- A EDP foi escolhida como uma das 20 empresas-modelo em responsabilidade corporativa, pelo Guia Exame de Sustentabilidade.
- Prêmio ISE - ações desenvolvidas na área de sustentabilidade pela EDP, levaram a empresa a permanecer pelo terceiro ano consecutivo na carteira do Índice de Sustentabilidade Empresarial (ISE) da BM&FBovespa.
- A EDP ganha Prêmio Época de Mudanças Climáticas que destaca as empresas que possuem políticas para tratar a questão das mudanças climáticas.

### 2009
- A EDP inicia o processo de migração para a marca EDP através do Programa de Transformação Organizacional “Vencer”, que está inserido num movimento de fortalecimento do espírito e da cultura do Grupo em todo o mundo.
- O nome EDP passa a constar, com destaque, em todas as empresas do Grupo no Brasil, numa alteração que vem no sentido de unir ainda mais o grupo em torno de uma visão e de valores comuns.
- A EDP inicia um ciclo marcado pelo foco de investimento em Geração, pelo reforço da qualidade e eficiência na Distribuição e pela criação de mais valor na Comercialização e Gestão de Energia.
- A EDP passa a ter nova assinatura da marca – EDP, uma boa energia.
- A EDP realizou o fórum que reuniu especialistas em inovação e sustentabilidade.
- As ações da EDP no país tiveram uma valorização mantendo o índice de sustentabilidade empresarial BM&F/Bovespa.
- A EDP ganhou o selo A+, a maior certificação de qualidade da Global Reporting Initiative.
- A Distribuidora ES e a Distribuidora SP, juntas, atingiram a marca de 21.313 GWh distribuídos; totalizando uma população de 7,8 milhões de pessoas.
- As duas empresas investiram mais de 20 milhões de reais em Projetos de Eficiência Energética, beneficiando mais de 100 mil clientes residenciais de baixo poder aquisitivo, instituições beneficentes e hospitais públicos.
- No Ceará, a continuidade das obras da termelétrica de Pecem; no Espírtito Santo, a inauguração da Usina de Santa Fé; no Tocantins, a conquista da renovação da licença de operação da Investco.
- A EDP conquistou as certificações ISO 14.000 de gestão ambiental, na usina Enerpeixe e nas pequenas centrais hidrelétricas São João e Paraíso.
- A EDP deu continuidade aos patrocínios de peças teatrais, apoiando e desenvolvendo projetos que formam jovens artistas, projetando filmes e vídeos para a população carente por meio do Festival do Minuto e do Vitória Cine Vídeo.

### 2010
- Lançamento da pedra fundamental do parque eólico de Tramandaí (RS), com 70 MW de capacidade instalada.
- Inauguração da 1ª rede de abastecimento de veículos elétricos, no ES.
- Bolsa de Inovação é a mais nova ferramenta de inovação da EDP.
- Encontro EDP apresenta uma nova forma de integrar, comunicar e comemorar as conquistas do ano.
- 5 anos de IPO (Oferta Pública Inicial), com valorização das ações em mais de 100%.
- Repotenciação da 3ª unidade geradora da UHE Mascarenhas (ES).
- Inauguração do Centro de Operação da Geração, que comanda 14 usinas do ES e MS.
- ClimaGrid, em parceria com o Inpe, monitorará dados de vento, chuva, vegetação, raios e temperatura.
- University Challenge estimula estudantes a equilibrarem mundo acadêmico com corporativo.
- Comercializadora inicia investimento na área de serviços.
- Portal do Voluntariado facilita a vida dos voluntários.

### 2011
- EDP leva mobilidade elétrica ao campus da USP.
- Criação de uma política de patrocínio de projetos culturais e esportivos com investimento de R$ 1,4 milhão.
- Aparecida torna-se a primeira cidade inteligente do Estado de São Paulo, com o projeto InovCity.
- Aquisição da UHE Santo Antônio do Jari, com 373,4 MW, entre os estados do Pará e Amapá.
- João Carlos Guimarães, diretor da Comercializadora, assume presidência do Conselho de Administração da Abraceel (Associação Brasileira dos Comercializadores de Energia).
- Aumento de 21 MW de energia assegurada em Mascarenhas (ES) e Peixe Angical (TO).
- EDP mantém certificação NBR ISO 9001:2008; Enerpeixe recertifica o SGI e PCH Paraíso e São João certificadas pela OHSAS 18001:2007.
- EDP comemora 35 anos de história e lança nova marca: humana, sustentável e inovadora.
- Oferta pública de ações teve demanda 4,5 vezes superior do que a oferta prevista; EDP arrecadou R$ 810,7 milhões com a venda de 13,79%.
- Centro Integrado de Medição e InovCity consolidam dados de medição e reduzem as perdas não técnicas.
- Comercializadora bate recorde de vendas desde 2001: 1168 MWm comercializados.
- UHE Lajeado bate recorde ao alcançar a maior geração acumulada anual de sua história: 4.549.644 MWh.
- EDP e China Three Gorges estabelecem parceria estratégica.

### 2012
- Ana Maria Machado Fernandes assume o cargo de diretora-presidente da companhia.
- Em Assembleia Geral Ordinaria e Extraordinária foi aprovada a proposta de desdobramento das ações ordinárias representativas do capital social da EDP Energias do Brasil, de forma que cada ação ordinária passou a ser representada por três ações de mesma espécie.
- Repotenciação de 4 MW eleva capacidade instalada de UHE Mascarenhas (ES) para 193,5 MW, com última repotenciação prevista para 2013 atingindo potência total de 198,8 MW.
- Anunciada a alienação da participação societária na prestadora de serviços de transmissão de energia Evrecy Participações Ltda., condicionada à obtenção de aprovação prévia da Agência Nacional de Energia Elétrica - ANEEL.
- Distribuidora SP demonstra a melhor evolução de desempenho de todo o setor; e ganha o Prêmio Abradee, a mais reconhecida premiação do setor de distribuição de energia elétrica do Brasil.
- Em 01 de Dezembro de 2012, a Usina Termelétrica Porto do Pecém I recebeu autorização da ANEEL para iniciar a operação comercial da primeira unidade geradora, com capacidade instalada de 360 MW. Sendo a EDP detentora de 50% do projeto.

### 2013
- As ações da Companhia passaram a integrar o índice Bovespa.
- Repotenciação de 4,5 MW eleva capacidade instalada de UHE Mascarenhas (ES) para 198,0 MW, dessa forma, finalizando o processo de repotenciação da usina.
- Em 10 de maio de 2013, a Usina Termelétrica Porto do Pecém I recebeu autorização da ANEEL para iniciar a operação comercial da segunda unidade geradora, com capacidade instalada de 360 MW. Sendo a EDP detentora de 50% do projeto.
- A Usina Enerpeixe conquistou o Selo Energia Sustentável - Certificação “OURO”, durante a Conferência “Brazil Energy Frontiers”, realizada no dia 03 de outubro de 2013, pelo Instituto Acende Brasil.
- Em 06 de agosto de 2013, a UHE Cachoeira do Caldeirão recebe a licença de instalação para iniciar a construção do empreendimento.
- Em 06 de dezembro de 2013, a EDP estabelece uma parceria com a China Three Gorges (“CTG”), para investimentos, em conjunto, no mercado de energia brasileiro. Adicionalmente, no âmbito da parceria, a Companhia venderá, após conclusão da transação prevista para ocorrer no 1º semestre de 2014, 50% de participação nos Empreendimentos Centrais Hídricas Santo Antônio do Jari e Cachoeira Caldeirão.
- Em 13 de dezembro de 2013 o Consórcio Terra Nova, constituído em parceria com a Companhia Furnas Centrais Elétricas S.A, vence no leilão A-5, realizado pela ANEEL, a concessão da Central Hídrica de São Manoel que será construída na divisa dos Estados do Mato Grosso e do Pará, no rio Teles Pires.
- Ainda neste leilão, a EDP Renováveis Brasil, empresa em que a EDP detém 45% de participação, vende 45 MW médios de energia nova, por meio de quatro projetos de geração eólica: Aroeira, Jericó, Umbuzeiros e Aventura I, localizados no estado do Rio Grande do Norte.

### 2014
- Miguel Nuno Simões Nunes Ferreira Setas assume o cargo de diretor-presidente da Companhia.
- A Sra. Ana Maria Machado Fernandes ocupa o cargo de Presidente do Conselho de Administração, o Sr. Miguel Nuno Simões Nunes Ferreira Setas o cargo de Vice-Presidente do Conselho de Administração e o Sr. Miguel Dias Amaro é eleito como novo membro do Conselho de Administração da Companhia.
- Assinado o Contrato de Compra e Venda para alienar 33,3% dos direitos de construção da UHE São Manoel para a CWEI Brasil, controlada integralmente pela China Three Gorges (operação sujeita à aprovação).

2015
- Aqusição da APS (empresa de Eficiência Energética)

2016
- Entrega da Usina Hidrelétrica Cachoeira Caldeirão.
- Aumento de capital de R$ 1,5 bilhão via emissão de novas ações.
- A EDP Brasil arremata em Leilão de Transmissão da ANEEL um lote com 113 quilômetros de linhas e uma subestação de 150 MVA no Espírito Santo.

2017
- Aquisição de 14,5% de participação no capital social da Celesc.
- A EDP Brasil arremata quatro lotes de linhas de transmissão em leilão realizado em abril, configurando-se como a grande vencedora do certame em volume de investimentos. As obras envolvem a adição de 1.200 quilômetros de redes transmissoras ao sistema elétrico nacional nos estados de Minas Gerais, São Paulo, Santa Catarina, Rio Grande do Sul e Maranhão.

2018
- Realização de Oferta Pública de Ações e aquisição de participação adicional da Celesc, totalizando 23,56% do capital social.
- Entrega da UHE São Manoel.
- Entrada em Operação Comercial da Linha de Transmissão no Espírito Santo com 20 meses de antecipação.
- Alienação de Ativos de Geração - Costa Rica Energética, EDP PCH e Santa Fé.

2023
- O grupo EDP, que detinha 56,05%[4] da EDP Brasil, lança uma OPA para a compra de 100% da empresa. O processo ficou concluido em agosto de 2023.[5]